# Imre Lakatos
Imre Lakatos, nacido Imre Lipschitz (Debrecen, Hungría, 9 de noviembre de 1922-Londres, 2 de febrero de 1974), fue un economista, filósofo y matemático húngaro reconocido por sus contribuciones a la filosofía de la ciencia y la filosofía de las matemáticas. Conocido por su tesis de la falibilidad de las matemáticas y su "metodología de pruebas y refutaciones" en sus etapas de desarrollo preaxiomático, y también por introducir el concepto de "programa de investigación" en su metodología de los programas de investigación científica.

## Biografía
Lakatos nació en Hungría en 1922, en el seno de una familia judía, se cambió el nombre y tomó el de Imre Molnár ante la invasión nazi de Hungría, que se cobró la vida de millones de personas, incluida su madre y su abuela, muertas en el campo de concentración de Auschwitz. Completó su educación en la Universidad de Debrecen en 1944, graduándose en matemáticas, física y filosofía. Finalizada la guerra, Imre, en ese momento un comunista activo, se dio cuenta de que tendría dificultades para usar sus camisas bordadas con las iniciales "IL" llamándose Imre Molnár, por lo que cambió de nombre nuevamente eligiendo el nombre de la clase trabajadora húngara, Lakatos. En 1947 fue designado para ocupar un alto puesto en el Ministerio de Educación húngaro. En 1950 fue arrestado por ser “un revisionista” y tuvo que pasar tres años en una prisión estalinista. Recibió su doctorado en la Universidad de Debrecen en 1948, y al año siguiente cursó estudios en la Universidad Estatal de Moscú con la matemática rusa Sofya Yanovskaya. En 1956 se enteró de que podría ser arrestado de nuevo y se fue a Viena huyendo de las autoridades rusas tras la fallida revolución húngara abortada por los soviéticos. Posteriormente se estableció en Londres, donde colaboró en la London School of Economics. En 1961 recibió un doctorado en filosofía por la Universidad de Cambridge. Allí hizo sus estudios de filosofía de la ciencia bajo el tutelaje de Sir Karl Popper. Fue profesor de la LSE desde 1960 hasta 1974, año en que repentinamente murió el 2 de febrero.

## Trayectoria
A pesar de su relativamente corta carrera como filósofo de la ciencia, Lakatos ha tenido una gran influencia tanto en ciencias naturales como en ciencias sociales. Su trabajo es más conocido y reconocido como un valioso esquema para la evaluación del progreso (y/o degeneración) del conocimiento de cualquier área científica de investigación.
Lakatos dio a conocer su “metodología” en 1965, con motivo del Coloquio Internacional de Filosofía de la Ciencia, celebrado en Londres. En esa ocasión el grupo de la LSE (llamado informalmente “el grupo Popperiano”) criticó La Estructura de las revoluciones científicasde Kuhn (1962) y la “nueva imagen” de la ciencia que de él se deriva.
En sus comienzos se adscribió a la escuela de Karl Popper, en lo que Lakatos denomina el falsacionismo sofisticado reformula el falsacionismo para poder resolver el problema de la base empírica y el de escape a la falsación que no resolvían las dos clases anteriores de falsacionismo que él llama falsacionismo dogmático y falsacionismo ingenuo.
Lakatos recoge ciertos aspectos de la teoría de Thomas Kuhn, entre ellos la importancia de la historia de la ciencia para la filosofía de la ciencia. Lakatos cuestiona a Popper, pues la historia de la ciencia muestra que los científicos no utilizan la falsación como criterio para descartar teorías enteras, como Popper defendía, sino para hacer que éstas se desarrollen y perfeccionen. Y, por otra parte, la confirmación de los supuestos científicos también es necesaria, según Lakatos, pues nos permite mantenerlos vigentes.

### La falsación
Para Lakatos la falsación consiste en un doble enfrentamiento entre dos teorías rivales y la experiencia. Las teorías rivales se confrontan con la experiencia; una es aceptada y la otra es refutada. La refutación de una teoría depende del éxito total de la teoría rival. Así Lakatos plantea una nueva unidad de análisis: el programa de investigación científica (PIC).
Los escritos de Imre Lakatos contienen abundantes comparaciones de sus propias opiniones con las de otros autores. Él mismo destaca estas relaciones subrayando su deuda con Popper. Considera que la concepción que está dispuesto a defender constituye un desarrollo de las ideas popperianas, una versión más evolucionada del falsacionismo, pero en esta evolución se reconoce la influencia que han ejercido sobre el pensamiento de Lakatos los incisivos argumentos esgrimidos por otros filósofos que cuestionan el modelo epistemológico de Popper.

### Programa de investigación científica (PIC)
Consiste en una sucesión de teorías relacionadas entre sí, de manera que unas se generan partiendo de las anteriores. Estas teorías que están dentro de un PIC comparten un núcleo firme o duro (NF). El núcleo firme está protegido por un Cinturón protector (CP) que consiste en un conjunto de hipótesis auxiliares que pueden ser modificadas, eliminadas o reemplazadas por otras nuevas con el objetivo de impedir que se pueda falsar el núcleo firme.
Dentro de un PIC hay una heurística negativa y una heurística positiva. La positiva sirve de guía e indica como continuar el programa, mientras que la negativa prohíbe la refutación del núcleo firme.
Cuando un PIC se enfrenta a anomalías empíricas que teóricamente no ha podido predecir se reemplaza por un PIC rival. En el caso de que no haya un PIC rival que conserve los elementos no refutados del PIC anterior, y a la vez tenga soluciones para las nuevas anomalías, el PIC se queda en etapa regresiva hasta que se recupera.
Los PIC pueden ser degenerativos, cuando el programa no predice fenómenos nuevos por mucho tiempo; o progresivos, cuando el programa tiene éxito.
En Pruebas y Refutaciones expuso que la teoría de Karl Popper según la cual la ciencia se distingue de las demás ramas del conocimiento porque las teorías pueden ser "falsadas" al establecer sus creadores unos "falsadores potenciales" es incorrecta, ya que toda teoría (como la de Newton, la cual estudió en profundidad), nace con un conjunto de "hechos" que la refutan en el mismo momento que es creada.
Esto le llevaba a considerar que la ciencia era incapaz de alcanzar la "verdad", pero sugirió en su programas de investigación científica, que cada nueva teoría era capaz de explicar más cosas que la anterior, y sobre todo, de predecir hechos nuevos que nadie antes ni siquiera se había planteado (como el cometa Halley que regresó exactamente el mismo año en que había sido calculado utilizando la teoría de Newton). Aunque esto no le distanciaba mucho de su amigo y colaborador Paul Feyerabend. Una de las obras más importante es su obra sobre el Falsacionismo sofisticado.

## Obra filosófica

### Filosofía de las matemáticas
La filosofía de las matemáticas de Lakatos se inspiró tanto en la dialéctica de Hegel como en la de Marx, en la teoría del conocimiento de Karl Popper y en la obra del matemático George Pólya.
El libro de 1976 Proofs and Refutations se basa en los tres primeros capítulos de su tesis doctoral de 1961, de cuatro capítulos, Essays in the Logic of Mathematical Discovery. Pero su primer capítulo es una revisión del propio Lakatos de su capítulo 1 que se publicó por primera vez como Proofs and Refutations en cuatro partes en 1963-64 en el British Journal for the Philosophy of Science. Se trata en gran parte de un diálogo ficticio que tiene lugar en una clase de matemáticas. Los estudiantes intentan demostrar la fórmula de la característica de Euler en topología algebraica, que es un teorema sobre las propiedades de los poliedros, a saber, que para todos los poliedros el número de sus vértices V menos el número de sus aristas E más el número de sus caras F es 2 (V - E + F = 2). El diálogo pretende representar la serie real de intentos de demostración que los matemáticos han ofrecido históricamente para la conjetura, sólo para ser refutada repetidamente por contraejemplos. A menudo los estudiantes parafrasean a matemáticos famosos como Cauchy, como se señala en las extensas notas a pie de página de Lakatos.
Lakatos denominó monstruos a los contraejemplos poliédricos de la fórmula de Euler y distinguió tres formas de tratar estos objetos: En primer lugar, la exclusión de monstruos, según la cual el teorema en cuestión no podía aplicarse a tales objetos. En segundo lugar, el ajuste-monstruo, mediante el cual, haciendo una revaluación del monstruo, se podía hacer que obedeciera al teorema propuesto. En tercer lugar, la "gestión de excepciones", otro proceso distinto. Estas estrategias distintas se han adoptado en la física cualitativa, donde la terminología de monstruos se ha aplicado a contraejemplos aparentes, y las técnicas de monstruo-barrado y monstruo-ajuste se han reconocido como enfoques para el refinamiento del análisis de una cuestión física.
Lo que Lakatos intentó establecer fue que ningún teorema de matemáticas informales es definitivo o perfecto. Esto significa que no debemos pensar que un teorema es verdadero en última instancia, sino sólo que aún no se ha encontrado ningún contraejemplo. Una vez que se encuentra un contraejemplo, ajustamos el teorema, posiblemente ampliando el dominio de su validez. Ésta es una forma continua en que se acumula nuestro conocimiento, a través de la lógica y el proceso de pruebas y refutaciones. (Sin embargo, si se dan axiomas para una rama de las matemáticas, Lakatos afirmaba que las demostraciones a partir de esos axiomass eran tautológicas, es decir, lógicamente verdaderas).
Lakatos propuso un relato del conocimiento matemático basado en la idea de heurísticas. En Pruebas y refutaciones el concepto de "heurística" no estaba bien desarrollado, aunque Lakatos dio varias reglas básicas para encontrar pruebas y contraejemplos a conjeturas. Pensaba que los "experimentos mentales matemáticos" son una forma válida de descubrir conjeturas y pruebas matemáticas, y a veces denominaba a su filosofía "cuasi-empirismo".
Sin embargo, también concebía la comunidad matemática como una especie de dialéctica para decidir qué demostración matemáticas son válidas y cuáles no. Por lo tanto, discrepaba fundamentalmente de la concepción "formalista" de la demostración que prevalecía en el logicismo de Frege y Russell, que define la demostración simplemente en términos de validez formal.
Tras su primera publicación como artículo en el British Journal for the Philosophy of Science en 1963-1964, Proofs and Refutations ejerció una gran influencia en los nuevos trabajos de filosofía de las matemáticas, aunque pocos estaban de acuerdo con la fuerte desaprobación de Lakatos de la prueba formal. Antes de su muerte tenía previsto volver a la filosofía de las matemáticas y aplicarle su teoría de los programas de investigación. Lakatos, Worrall y Zahar utilizan a Poincaré (1893) para responder a uno de los principales problemas percibidos por los críticos, a saber, que el modelo de investigación matemática representado en Pruebas y refutaciones no representa fielmente la mayor parte de la actividad real de los matemáticos contemporáneos. 

#### Cauchy y la convergencia uniforme
En un texto de 1966 titulado Cauchy y el continuo, Lakatos reexamina la historia del cálculo, con especial atención a Augustin-Louis Cauchy y al concepto de convergencia uniforme, a la luz del análisis no estándar. A Lakatos le preocupa que los historiadores de las matemáticas no juzguen la evolución de éstas en función de las teorías actualmente de moda. Como ejemplo, examina la prueba de Cauchy de que la suma de una serie de funciones continuas es a su vez continua.  Lakatos critica a quienes consideran que la prueba de Cauchy, al no explicitar una hipótesis de convergencia adecuada, no es más que una aproximación inadecuada al análisis weierstrassiano. Lakatos ve en tal enfoque un fracaso a la hora de darse cuenta de que el concepto de continuo de Cauchy difería de los puntos de vista actualmente dominantes.

### Programas de investigación
La segunda gran contribución de Lakatos a la filosofía de la ciencia fue su modelo de "programa de investigación", que formuló en un intento de resolver el conflicto percibido entre el falsacionismo de Popper y la estructura revolucionaria de la ciencia descrita por Kuhn. La norma del falsacionismo de Popper se interpretó ampliamente en el sentido de que una teoría debe abandonarse en cuanto aparezca alguna prueba que la cuestione, mientras que las descripciones de Kuhn de la actividad científica se interpretaron en el sentido de que la ciencia es más fructífera durante los periodos en los que las teorías populares, o "normales", reciben apoyo a pesar de las anomalías conocidas. El modelo de programa de investigación de Lakatos pretende combinar la adhesión de Popper a la validez empírica con el aprecio de Kuhn por la consistencia convencional.
Un programa de investigación lakatosiano se basa en un núcleo duro de supuestos teóricos que no pueden abandonarse o alterarse sin abandonar el programa por completo. Las teorías más modestas y específicas que se formulan para explicar las pruebas que amenazan el núcleo duro se denominan hipótesis auxiliares. Los partidarios del programa de investigación consideran prescindibles las hipótesis auxiliares, que pueden modificarse o abandonarse según lo exijan los descubrimientos empíricos para "proteger" el "núcleo duro". Mientras que Popper era generalmente interpretado como hostil hacia tales ad hoc modificaciones teóricas, Lakatos argumentaba que pueden ser progresivas, es decir, productivas, cuando mejoran el poder explicativo y/o predictivo del programa, y que son al menos permisibles hasta que se conciba algún sistema mejor de teorías y el programa de investigación sea reemplazado por completo. La diferencia entre un programa de investigación progresivo y uno degenerativo radica, para Lakatos, en si los cambios recientes de sus hipótesis auxiliares han logrado este mayor poder explicativo/predictivo o si se han hecho simplemente por la necesidad de ofrecer alguna respuesta ante nuevas y problemáticas pruebas. Un programa de investigación degenerativo indica que debe buscarse un sistema de teorías nuevo y más progresista que sustituya al actualmente imperante, pero hasta que ese sistema de teorías pueda concebirse y consensuarse, el abandono del actual no haría sino debilitar aún más nuestro poder explicativo y, por tanto, era inaceptable para Lakatos. El principal ejemplo que da Lakatos de un programa de investigación que tuvo éxito en su momento y luego fue sustituido progresivamente es el fundado por Isaac Newton, con sus tres leyes del movimiento formando el "núcleo duro".
El programa de investigación lakatosiano proporciona deliberadamente un marco en el que la investigación puede llevarse a cabo sobre la base de "primeros principios" (el "núcleo duro"), que son compartidos por quienes participan en el programa de investigación y aceptados a efectos de dicha investigación sin más pruebas ni debates. En este sentido, es similar a la noción de paradigma de Kuhn. Lakatos pretendía sustituir el paradigma de Kuhn, guiado por una "psicología del descubrimiento" irracional, por un programa de investigación no menos coherente o consistente, pero guiado por la lógica del descubrimiento de Popper, objetivamente válida.
Lakatos seguía la idea de Pierre Duhem de que siempre se puede proteger una teoría apreciada (o parte de ella) de las pruebas hostiles redirigiendo las críticas hacia otras teorías o partes de ellas. (Véase Holismo de confirmación y Tesis Duhem-Quine). Este aspecto de la falsación había sido reconocido por Popper.
La teoría de Popper, el falsacionismo, proponía que los científicos proponen teorías y que la naturaleza "grita NO" en forma de una observación inconsistente. Según Popper, es irracional que los científicos mantengan sus teorías ante el rechazo de la naturaleza, como Kuhn había descrito que hacían. Para Lakatos, sin embargo, "no es que propongamos una teoría y la Naturaleza pueda gritar NO; más bien, proponemos un laberinto de teorías, y la Naturaleza puede gritar INCONSISTENTE". La adhesión continuada al "núcleo duro" de un programa, aumentada con hipótesis auxiliares adaptables, refleja la norma menos estricta de falsacionismo de Lakatos.
Lakatos se veía a sí mismo como una mera extensión de las ideas de Popper, que cambiaron con el tiempo y fueron interpretadas por muchos de forma contradictoria. En su artículo de 1968 "La crítica y la metodología de los programas de investigación científica", Lakatos contrapuso a Popper0, el "falsacionista ingenuo" que exigía el rechazo incondicional de cualquier teoría ante cualquier anomalía (una interpretación que Lakatos consideraba errónea pero a la que, sin embargo, se refería a menudo); Popper1, el filósofo más matizado e interpretado de forma conservadora; y Popper2, el "falsacionista metodológico sofisticado" que, según Lakatos, es la prolongación lógica de las ideas correctamente interpretadas de Popper1 (y que, por tanto, es esencialmente el propio Lakatos). Resulta, por tanto, muy difícil determinar qué ideas y argumentos relativos al programa de investigación deben atribuirse a quién.
Aunque Lakatos denominó a su teoría "falsacionismo metodológico sofisticado", no es "metodológica" en el sentido estricto de afirmar reglas metodológicas universales a las que deba atenerse toda investigación científica. Más bien, es metodológico sólo en el sentido de que las teorías sólo se abandonan de acuerdo con una progresión metódica de peores teorías a mejores teorías, una estipulación que pasa por alto lo que Lakatos denomina "falsacionismo dogmático". Las afirmaciones metodológicas en sentido estricto, relativas a qué métodos son válidos y cuáles inválidos, están, ellas mismas, contenidas en los programas de investigación que deciden adherirse a ellas, y deben juzgarse en función de si los programas de investigación que se adhieren a ellas resultan progresivos o degenerativos. Lakatos dividió estas "reglas metodológicas" dentro de un programa de investigación en su "heurística negativa", es decir, qué métodos y enfoques de investigación evitar, y su "heurística positiva", es decir, qué métodos y enfoques de investigación preferir. Mientras que la "heurística negativa" protege el núcleo duro, la "heurística positiva" dirige la modificación del núcleo duro y las hipótesis auxiliares en una dirección general.
Lakatos afirmaba que no todos los cambios de las hipótesis auxiliares de un programa de investigación (que él denomina "cambios de problema") son igualmente productivos o aceptables. Consideraba que estos "cambios de problema" debían evaluarse no sólo por su capacidad para defender el "núcleo duro" explicando anomalías aparentes, sino también por su capacidad para producir nuevos hechos, en forma de predicciones o explicaciones adicionales. Los ajustes que no logran nada más que el mantenimiento del "núcleo duro" marcan el programa de investigación como degenerativo.
El modelo de Lakatos prevé la posibilidad de un programa de investigación que no sólo continúe en presencia de anomalías molestas, sino que siga siendo progresivo a pesar de ellas. Para Lakatos, es esencialmente necesario continuar con una teoría que básicamente sabemos que no puede ser completamente cierta, e incluso es posible progresar científicamente al hacerlo, siempre y cuando permanezcamos receptivos a un programa de investigación mejor que pueda concebirse en algún momento. En este sentido, para Lakatos es un reconocido equívoco hablar de "falsación" o "refutación", cuando no es la verdad o falsedad de una teoría lo único que determina que la consideremos "falsada", sino también la disponibilidad de una teoría menos falsa. Según Lakatos, una teoría no puede considerarse "falsada" hasta que no haya sido sustituida por un programa de investigación mejor (es decir, más progresista). Esto es lo que, según él, ocurre en los periodos históricos que Kuhn describe como revoluciones y lo que hace que sean racionales y no meros saltos de fe o periodos de psicología social desquiciada, como sostenía Kuhn.

### Obras en inglés
- Lakatos, I., Alan Musgrave ed. (1970). Criticism and the Growth of Knowledge. Cambridge: Cambridge University Press. ISBN 0-521-07826-1 (en inglés)
- Lakatos, I. (1976). Proofs and Refutations. Cambridge: Cambridge University Press. ISBN 0-521-29038-4 (en inglés)
- Lakatos, I. (1978). The Methodology of Scientific Research Programmes: Philosophical Papers Volume 1. Cambridge: Cambridge University Press (en inglés)
- Lakatos, I. (1978). Mathematics, Science and Epistemology: Philosophical Papers Volume 2. Cambridge: Cambridge University Press. ISBN 0521217695 (en inglés)
- Lakatos, I.: Cauchy and the continuum: the significance of nonstandard analysis for the history and philosophy of mathematics. Math. Intelligencer 1 (1978), n⁰. 3, 151–161 (paper presentado originalmente en 1966). (en inglés)
- Lakatos, I., y Feyerabend P., For and against Method: including Lakatos's Lectures on Scientific Method and the Lakatos-Feyerabend Correspondence, ed. by Matteo Motterlini, Chicago (en inglés)